# Songhai
Songhai eller sonhrai är ett folk traditionellt bosatt längs floden Niger, från Lac Débo till norra Nigeria. Det är också namnet på en äldre statsbildning, Songhairiket, med centrum i nuvarande Mali och i Niger. I dag bor songhai i Mali, Burkina Faso, Benin, Niger och Nigeria. De utgör sammanlagt över 2,5 miljoner individer (2000). Deras språk, songhai, tillhör nilo-saharafamiljen. Huvudnäringarna är jordbruk och fiske. Många av männen pendlar till stadsområdena i söder där de söker arbete.

## Historia
Songhai hade sin storhetstid under medeltiden i det blomstrande Songhairiket. Omkring 1375 lösgjorde sig det gamla Songhai-kungadömet från Malirikets kontroll, och en ny kungaätt med titeln Sunni kom till makten. Området utvidgades fortlöpande, och nådde sin största utbredning under Sunni Alis regeringstid (1464–1492). Songhai bedrev jordbruk, fiske och metallproduktion, och deras uppsving hängde också samman med omfattande transporter av guld genom landet. Timbuktu blev ett centrum för vetenskap och undervisning, med universitet för juridik, teologi och historia, och drog till sig lärda från hela den islamska världen. Riket råkade ut för inre slitningar under 1500-talet, och efter en rad stridigheter med Marocko om kontrollen över saltförekomsterna i Saharas inre blev Songhai ockuperat 1591. I början av 1800-talet erövrades området av fulani, och omkring 1900 av fransmännen.